# Panjange alba
Panjange alba is een spinnensoort uit de familie trilspinnen (Pholcidae). De soort komt voor in Sulawesi. 